# Николаев, Егор Владимирович
Его́р Влади́мирович Никола́ев (род. 28 апреля 1988, Ревда, Свердловская область, СССР) — российский легкоатлет, специализирующийся в беге на средние дистанции. Участник летних Олимпийских игр 2012 года. 9-кратный чемпион России. Мастер спорта России международного класса.

## Биография
Родился в уральском городе Ревда, однако во втором классе по семейным обстоятельствам переехал в башкирский Белорецк. С ранних лет проявлял интерес к спорту, и, в частности, к лёгкой атлетике. Поэтому с точки зрения спортивных перспектив смена места жительства оказалась редкой удачей. В 16 лет он попал в группу Татьяны и Евгения Сенченко, тренеров, воспитавших целую плеяду выдающихся российских бегунов на средние и длинные дистанции (среди них — рекордсменки России и участницы Олимпийских игр Галина Богомолова и Лилия Шобухова). Под их руководством он со временем вырос в одного из сильнейших бегунов России на средние дистанции.
До 21 года его диапазон соревновательных дистанций был очень широк, от бега на 800 метров до кросса и стипль-чеза. В 2008 году Егор установил рекорд России в беге на 1 милю в помещении, пробежав её на соревнованиях в Нью-Йорке за 4.02,58. Впоследствии он дважды становился победителем первенства России по кроссу среди молодёжи (4 км), а в 2010 году впервые завоевал звание чемпиона страны в этой дисциплине.
Первые международные старты Николаева также были в беге по пересечённой местности. Дебют состоялся на чемпионате Европы 2008 года, когда в молодёжном забеге он финишировал лишь 72-м. На следующий год он уже был 12-м, а в 2010-м стал бронзовым призёром в возрастной категории до 23-х лет.
Примерно в этот период Егор окончательно определяется со своей основной специализацией. Зимой 2011 года он вошёл в тройку призёров  на чемпионате России в беге на 3000 метров и отобрался в команду на чемпионат Европы в Париже. Выступление во французской столице оказалось несколько скомкано. В предварительном забеге за 3 круга до финиша Егор вышел в лидеры, однако в этот момент на беговую дорожку вышел один из прыгунов в длину и тем самым спровоцировал их столкновение. Россиянин продолжил бег после падения, но завершил дистанцию последним. Позднее он попал в финал решением жюри, где занял 12-е место с результатом 8.05,49.
Летом Егор выступил на 3000 м на командном чемпионате Европы в Стокгольме, где занял высокое 2-е место в сильной компании с результатом 8.03,80. Совсем скоро ему удалось раскрыть свой потенциал и на дистанции 1500 метров. Спустя месяц на чемпионате России в Чебоксарах в быстром беге, предложенном Валентином Смирновым, Николаеву удалось финишировать третьим, установить личный рекорд 3.37,84 и выполнить норматив «Б» на чемпионат мира и Олимпийские игры. На этом эксперименты с различными дистанциями были временно покончены (несмотря на неплохой результат в беге на 3000 метров с препятствиями — 8.30,49 на Кубке России — 2011).
В 2012 году Егор выступил на всех крупных международных стартах. После двойной победы на зимнем чемпионате России (1500 м + 3000 м) он отправляется на мировое первенство в залах в Стамбуле, где останавливается в шаге от финала на 1500 метров. Олимпийский отбор на чемпионате России сложился довольно драматично. На дистанции 1500 метров Николаев с первых метров дистанции предложил высокий темп и оторвался от преследователей. Однако на финишной прямой силы стали покидать Егора, в результате чего победу пришлось вырывать у набегавшего Павла Хворостухина ценой неимоверных усилий, падая в финишных клетках. Благодаря этому успеху его включили в состав сборной на Олимпийские игры в Лондоне. В Великобритании он показал более чем достойный результат: вышел в полуфинал, где смог установить личный рекорд 3.37,28. В итоговом протоколе это время позволило занять 15-е место.
В 2013 году Егор завоевал два титула чемпиона России, зимний на 1500 метров и в кроссе 4 км. В 2014-м часто выступал на более длинных для себя дистанциях. Национальные титулы были добыты в кроссе на 8 км и в беге на 5000 метров. В составе сборной России в эти годы стал победителем командного чемпионата Европы 2013 (принёс команде 6-е место и 7 очков на 1500 метров) и серебряным призёром этого же турнира год спустя (11-е место, 2 очка, 3000 метров).
На чемпионате России в помещении 2015 выиграл 3000 метров с одним из лучших результатов в карьере 7.48,43. На дистанции вдвое короче также был одним из фаворитов, но из-за ошибки в подсчёте кругов (спровоцированной судейской ошибкой при подаче сигнала колокола) начал финишировать на круг раньше, после чего смог закончить бег лишь на 5-м месте.
В настоящее время является студентом Уфимского юридического института МВД России.
Выступает за спортивное общество «Динамо».

## Основные результаты
| Год  | Турнир                                    | Место проведения         | Дисциплина  | Место      | Результат |
| ---- | ----------------------------------------- | ------------------------ | ----------- | ---------- | --------- |
| 2008 | Чемпионат Европы по кроссу среди молодёжи | Брюссель, Бельгия        | кросс 8 км  | 72-е       | 27.42     |
| 2009 | Чемпионат России                          | Чебоксары, Россия        | 3000 м с/п  | 4-е        | 8.37,01   |
| 2009 | Чемпионат Европы по кроссу среди молодёжи | Дублин, Ирландия         | кросс 8 км  | 12-е       | 25.46     |
| 2010 | Чемпионат России по кроссу                | Жуковский, Россия        | кросс 4 км  | 1-е        | 11.09     |
| 2010 | Чемпионат России                          | Саранск, Россия          | 5000 м      | 7-е        | 14.00,94  |
| 2010 | Чемпионат Европы по кроссу среди молодёжи | Албуфейра, Португалия    | кросс 8 км  | 3-е        | 24.15     |
| 2011 | Чемпионат России в помещении              | Москва, Россия           | 3000 м      | 3-е        | 7.52,11   |
| 2011 | Чемпионат Европы в помещении              | Париж, Франция           | 3000 м      | 12-е       | 8.05,49   |
| 2011 | Кубок России                              | Ерино, Россия            | 3000 м с/п  | 1-е        | 8.30,49   |
| 2011 | Командный чемпионат Европы                | Стокгольм, Швеция        | 3000 м      | 2-е        | 8.03,80   |
| 2011 | Чемпионат России                          | Чебоксары, Россия        | 1500 м      | 3-е        | 3.37,84   |
| 2011 | Чемпионат Европы по кроссу                | Веленье, Словения        | кросс 10 км | 27-е       | 29.59     |
| 2012 | Чемпионат России в помещении              | Москва, Россия           | 3000 м      | 1-е        | 7.53,93   |
| 2012 | Чемпионат России в помещении              | Москва, Россия           | 1500 м      | 1-е        | 3.40,90   |
| 2012 | Чемпионат мира в помещении                | Стамбул, Турция          | 1500 м      | 11-е (1/2) | 3.43,33   |
| 2012 | Чемпионат России                          | Чебоксары, Россия        | 1500 м      | 1-е        | 3.39,25   |
| 2012 | Олимпийские игры                          | Лондон, Великобритания   | 1500 м      | 15-е (1/2) | 3.37,28   |
| 2013 | Чемпионат России в помещении              | Москва, Россия           | 3000 м      | 2-е        | 7.47,57   |
| 2013 | Чемпионат России в помещении              | Москва, Россия           | 1500 м      | 1-е        | 3.39,54   |
| 2013 | Чемпионат Европы в помещении              | Гётеборг, Швеция         | 1500 м      | 11-е (1/2) | 3.43,58   |
| 2013 | Чемпионат России по кроссу                | Жуковский, Россия        | кросс 4 км  | 1-е        | 11.17     |
| 2013 | Командный чемпионат Европы                | Гейтсхед, Великобритания | 1500 м      | 6-е        | 3.41,80   |
| 2013 | Универсиада                               | Казань, Россия           | 1500 м      | 4-е        | 3.39,59   |
| 2013 | Чемпионат России                          | Москва, Россия           | 1500 м      | 2-е        | 3.47,30   |
| 2014 | Чемпионат России в помещении              | Москва, Россия           | 1500 м      | 3-е        | 3.42,07   |
| 2014 | Чемпионат России по кроссу                | Жуковский, Россия        | кросс 8 км  | 1-е        | 23.33     |
| 2014 | Командный чемпионат Европы                | Брауншвейг, Германия     | 3000 м      | 11-е       | 8.07,36   |
| 2014 | Чемпионат России                          | Казань, Россия           | 5000 м      | 1-е        | 13.42,84  |
| 2015 | Чемпионат России в помещении              | Москва, Россия           | 3000 м      | 1-е        | 7.48,43   |
| 2015 | Чемпионат России в помещении              | Москва, Россия           | 1500 м      | 5-е        | 3.47,21   |